# NHKニュース宮崎645
『NHKニュース宮崎645』（エヌエイチケイニュースみやざきろくよんご）は、1988年4月9日から2018年4月1日までNHK宮崎放送局が週末と祝日に総合テレビで生放送していた『NHKニュース』の宮崎県向けのローカルニュース番組である。
正式名称は『NHK宮崎ニュース』である。地上デジタル放送のEPGには「ニュース」および「県内のニュース・気象情報」と表示された。ハイビジョン制作。

## 概要
- 平日18時台枠のローカルワイドニュース番組『NHKニュース イブニング宮崎』→『てげビビ!』の放送が無い日（春の大型連休・お盆・年末年始）に放送。年末年始（12月29日 - 1月3日）にも18:50から10分間放送されていた（現在は福岡発の「九州・沖縄のニュース」を放送）。

- 2018年度から、福岡発の九州・沖縄のニュースとして放送開始されたため、事実上終了した（2022年度より県単枠が復活し土曜の『てげビビ!サタデー』と日曜の『てげビビ!サンデー』を放送）。ただし本番組終了後の2018年度以降平日でも特別編成により、『NHKニュース イブニング宮崎』→『てげビビ!』が休止になることがあるため、その際には18:45 - 18:59に本番組が放送される。

## 放送時間
いずれも日本標準時。
- 土曜・日曜・祝日 18:45 - 18:59
- 年末年始 18:50 - 19:00

## キャスター
- NHK宮崎放送局のアナウンサーが交替で担当（担当したアナウンサーが平日20時台の『ニュース845宮崎』を担当することもある）
  - （2017年度当時）基本的に土曜は平崎貴昭、日曜は岡崎太希、祝日はNHKニュース イブニング宮崎キャスター武本大樹もしくは白鳥哲也が担当。出演者の都合で岡野暁や宮島大輔が担当することもあった。

## タイムテーブル

### 2022年度以降
- 18:45 - 18:54 宮崎県内のニュース
- 18:55 - 18:59 気象情報（あすの天気）・お知らせ など

### 2021年度まで（臨時となった2018年度以降も含める）
- 18:45 - 18:52 オープニング・挨拶・宮崎県内のローカルニュース
- 18:53 - 18:54 気象情報（東京発・全国あすの天気）
- 18:55 - 18:59 気象情報（再び宮崎からあすの天気）・明日の予定・お知らせ・エンディング